# Phyllodactylus martini
Phyllodactylus martini este o specie de șopârle din genul Phyllodactylus, familia Gekkonidae, descrisă de Lidth De Jeude 1887. Conform Catalogue of Life specia Phyllodactylus martini nu are subspecii cunoscute.